# لواء التدخل السريع (الأردن)
لواء التدخل السريع هو لواء عسكري أردني يتبع العمليات الخاصة. ويعتبر هذا اللواء قوة تتمتع بتجهيز عال، واستجابة سريعة مباشرة ومرونة وسرعة في التنقل. في مقدرة هذا اللواء أن يعمل مستقلا داخل الجيش العربي أو مع القوات المتحالفة. وتُعد أبرز واجبات هذه القوة هي حماية الأمن الوطني داخليا وخارجيا في كل الظروف.
ومن أبرز مميزات هذا اللواء القوة البشرية والأسلحة والمعدات، إضافة للتدريب العالي الذي يتلقاه منتسبوها.

## التاريخ
تأسس اللواء في 1 أغسطس 2014 بكونها قوة تدخل سريع، ثم أصبحت تلك القوة في 5 نوفمبر 2017 لواءا.

## وصلات خارجية
- الموقع الرسمي للقوات المسلحة الأردنية - القيادة العامة